# Rootsi (Hiiumaa)
Rootsi is een plaats in de Estlandse gemeente Hiiumaa, provincie (en eiland) Hiiumaa. De plaats heeft de status van dorp (Estisch: küla).
Rootsi lag tot in oktober 2013 in de gemeente Kõrgessaare, daarna tot in oktober 2017 in de gemeente Hiiu en sindsdien in de fusiegemeente Hiiumaa.

## Bevolking
Het dorp had 16 inwoners op 31 december 2011 en 20 inwoners op 31 december 2021.

## Geografie
Rootsi ligt aan de basis van het schiereiland Kootsaare, dat aan de noordkust van het eiland Hiiumaa ligt. De plaats ligt aan de Baai van Reigi, tussen de plaatsen Kõrgessaare en Reigi.
De Tugimaantee 80, de secundaire weg van Heltermaa via Kärdla naar Luidja, komt door het dorp.

## Geschiedenis
De naam Rootsi (Estisch voor Zweeds) wijst erop dat het dorp oorspronkelijk door Zweden werd bewoond, maar de naam dateert van na 1781, het jaar dat alle Zweden op het eiland Hiiumaa moesten vertrekken naar Oekraïne. Het dorp werd voor het eerst genoemd in 1844 onder de naam Rotsi. Het behoorde tot de bezittingen van de kerk van Reigi.
Tussen 1977 en 1997 maakte Rootsi deel uit van het buurdorp Pihla.